# Jesse Renick
Jesse Banard Renick, (Hickory (Oklahoma), 29 de setembro de 1917 - Ada (Oklahoma), 25 de novembro de 1999) foi um basquetebolista estadunidense que integrou a Seleção Estadunidense que conquistou a Medalha de Ouro disputada nos XIV Jogos Olímpicos de Verão em 1948 realizados em Londres no Reino Unido.

## Biografia
Jesse Renick é considerado o primeiro nativo americano (tinha sangue Choctaw) a ser campeão olímpico no basquetebol e o 2º em toda a delegação estadunidense sendo que o primeiro foi Jim Thorpe.
Jogava como Ala e graduou-se por Oklahoma A&M University (atual Oklahoma State) onde jogou liderando a equipe em campanhas de 26-3 em 1940 e 12-0 dentro de sua conferência. Jogou os Jogos Olímpicos onde foi destaque e após isso se aposentou iniciando carreira como treinador na Liga AAU, levando o Philips 66ers ao título em 1950.